# Pins-Justaret
 Pins-Justaret  là một xã thuộc tỉnh Haute-Garonne trong vùng Occitanie tây nam nước Pháp. Xã này nằm ở khu vực có độ cao trung bình 159 mét trên mực nước biển.